# Sabine Heß
Sabine Heß, po mężu Schubert (ur. 1 października 1958 w Dreźnie) – niemiecka wioślarka (sterniczka) reprezentująca NRD, złota medalistka olimpijska i złota medalistka mistrzostw świata.

## Kariera
Wystąpiła na igrzyskach olimpijskich w Montrealu w 1976, gdzie osada NRD w składzie: Karin Metze, Bianka Schwede, Gabi Lohs-Kühn, Andrea Kurth i Sabine Heß zdobyła złoty medal w czwórkach ze sternikiem. W finale wyprzedziły Bułgarki o 3,16 sekundy i osadę ZSRR o 4,30 sekundy. Był to debiut tej konkurencji w programie olimpijskim, tym samym reprezentantki NRD zostały pierwszymi w historii mistrzyniami olimpijskimi w czwórkach ze sternikiem kobiet. Był to zarazem jej jedyny start olimpijski.
W ósemkach zdobyła również złoto na mistrzostwach świata w Amsterdamie (1977).
W 1976 odznaczona Orderem Zasługi dla Ojczyzny. 